# جشنواره فیلم‌های ایرانی
جشنواره فیلم‌های ایرانی در هلند (به هلندی: Iraans Film Festival، به اختصار: IFF) یک جشنواره سینمایی مستقل در هلند برای نمایش فیلم‌های ایرانی است.

پوستر چهارمین دوره جشنواره فیلم‌های ایرانی در هلند

مدیریت جشنواره به عهده پروین میررحیمی است.
دوره نخست این جشنواره در سال ۲۰۰۶ در اوترخت، دوره دوم و سوم در روتردام برگزار شد.
چهارمین دوره جشنواره در دسامبر ۲۰۰۹ در شهر زندام در نزدیکی آمستردام برگزار خواهد شد.

## منبع
- وب‌گاه جشنواره فیلم‌های ایرانی در هلند